# Callulops wilhelmanus
Callulops wilhelmanus är en groddjursart som först beskrevs av Arthur Loveridge 1948.  Callulops wilhelmanus ingår i släktet Callulops och familjen Microhylidae. IUCN kategoriserar arten globalt som livskraftig. Inga underarter finns listade.